# Mondo sommerso (singolo)
Mondo sommerso è un singolo del rapper italiano Lowlow, in collaborazione con il cantautore italiano Holden, pubblicato l'8 maggio 2020 come secondo estratto dal quarto album in studio Dogma 93.

## Descrizione
Il brano, scritto dallo stesso rapper con Jacopo Angelo Ettorre, in arte Jacopo Èt, e Matteo Lo Valvo, è prodotto da Gabriel Rossi, in arte Kende, e Massimiliano Dagani, in arte Big Fish.

## Video musicale
Il video musicale, diretto da Glauco Citati, è stato pubblicato in concomitanza all'uscita del brano attraverso il canale YouTube del rapper e ha visto la partecipazione degli attori Rocco Fasano e Rada Ghedea.

## Tracce
Testi di Giulio Elia Sabatello, Jacopo Angelo Ettorre e Matteo Lo Valvo, musiche di Gabriel Rossi e Massimiliano Dagani.
1. Mondo sommerso (feat. Holden) – 3:20